# Aleid van Herlaar
Aleid van Herlaar (1270/1275 - circa 1312) was een edelvrouw uit de familie Van Herlaar. Zij was vrouwe van de heerlijkheden Herlaar en Ameide.

## Levensloop
Aleid werd geboren als de dochter van de edelman Arnold van Herlaar († 1296/1298). Ze had nog een broer Dirk (†1305/1306) en zus Marina. Vader Arnold was rond 1286 heer van Ameide en de heerlijkheid Herlaar geworden nadat zijn vader Dirk van Herlaar was overleden. Arnold bezat even ten westen van het dorp Ameide het kasteel Huis Herlaar, dat tussen 1270 en 1280 door hem of zijn vader Dirk was gebouwd.

### Erfgename
Toen Arnold van Herlaar tussen 1296 en 1298 overleed, gingen zijn bezittingen naar zijn zoon Dirk. Als heer van Ameide stelde Dirk - waarschijnlijk noodgedwongen - in 1298 zijn kasteel in Ameide als open huis ter beschikking aan de Hollandse graaf Jan. Dirk overleed in 1305 of 1306 kinderloos en zijn bezittingen vererfden nu naar zijn zuster Aleid, die hierdoor vrouwe van Herlaar en Ameide werd. De heerlijkheid Herlaar was een allodiaal goed en dus haar volledig eigendom, terwijl Ameide een leengoed van het Sticht Utrecht betrof.

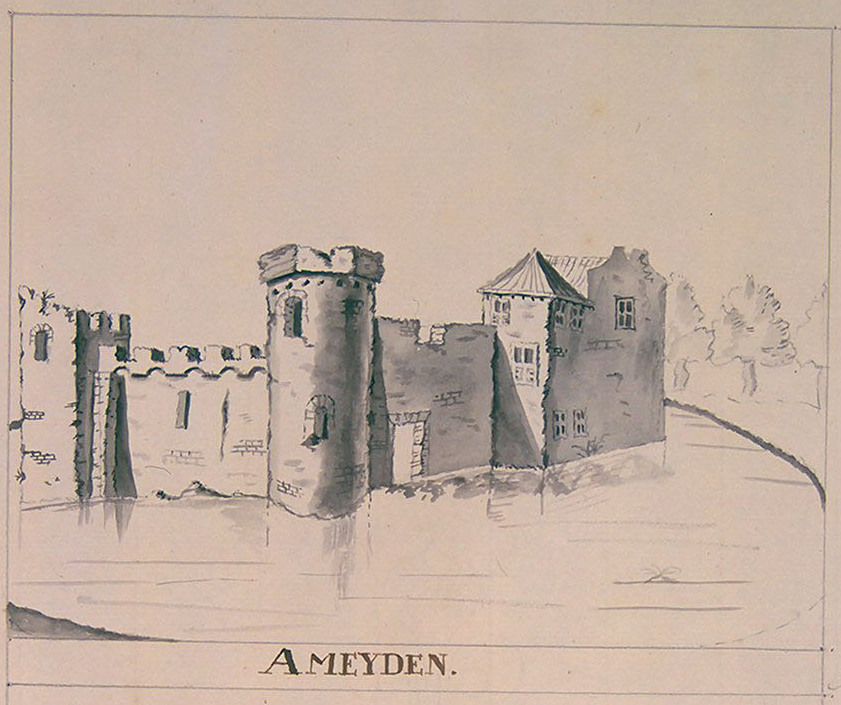
Het Huis Herlaar bij Ameide, eigendom van Aleid

### Huwelijk
Aleid was ergens tussen 1285 en 1290 in het huwelijk getreden met Gerard van Loon (circa 1260 - 1323) en het echtpaar kreeg rond 1290 een zoon Gerard jr. Hierna kreeg het stel nog eens drie zonen: Dirk, Arnold en Johan. Mogelijk hadden ze ook een dochter: Agnes.
Het huwelijk tussen edelvrouw Aleid van Herlaar en ridder Gerard van Loon was in die zin opmerkelijk dat Gerard hoogstwaarschijnlijk een lagere status had dan zijn vrouw. Hij beschikte niet over eigen heerlijkheden, zoals Aleid. Om toch een geschikte huwelijkskandidaat te zijn voor de edelvrouw Aleid had hij vermoedelijk een groot vermogen. Het statusverschil tussen Aleid en Gerard uitte zich ook in de toenaam van hun kinderen: zij noemden zich niet Van Loon maar gebruikten de toenaam van hun moeder.
Nadat Aleid in 1306 de heerlijkheid Herlaar van haar broer Dirk had geërfd, droeg ze deze met de huizen Oud-Herlaar en Nieuw-Herlaar over aan haar echtgenoot Gerard, die nu dus heer van Herlaar werd. Zelf behield ze het leen van de heerlijkheid Ameide. Gerard verkocht de heerlijkheid Herlaar in 1315 aan Gerard van Horne, waarmee het oorspronkelijke stamgoed van het geslacht Van Herlaar dus in andere handen was gekomen.

### Overlijden
Aleids zoon Dirk (circa 1290/1295 - circa 1354) bevestigde op 18 juni 1312 dat hij door de bisschop van Utrecht was beleend met de heerlijkheid Ameide en het Huis Herlaar. Aleid was niet aanwezig bij dit leenverhef, dus zij zal kort voordien zijn overleden.
Waarom het bezit van Aleid niet is overgegaan op haar oudste zoon Gerard jr. is niet duidelijk. Mogelijk was deze zoon al eerder overleden of hij was het klooster ingegaan en daarmee buiten beeld geraakt.